# دييغو غيريرو
دييغو غيريرو (بالإسبانية: Diego Guerrero)‏ (26 يونيو 1986 بسان كريستوبال في فنزويلا - ) هو مدرب كرة قدم ولاعب كرة قدم فنزويلي في مركز الوسط. شارك مع منتخب فنزويلا لكرة القدم. أما مع النوادي، فقد لعب مع ديبورتيفو تاشيرا ونادي موناغاس الرياضي وDeportivo La Guaira F.C. ‏ وAtlético Venezuela C.F. ‏.

## روابط خارجية
- دييغو غيريرو على موقع قاعدة بيانات كرة القدم.إي يو (الإنجليزية)
- دييغو غيريرو على موقع ناشيونال فوتبول تيمز (الإنجليزية)